# Francisco Bolonha
Francisco de Paula Lemos Bolonha (Belém, 22 de outubro de 1872 - 1938) foi um arquiteto brasileiro. Autor de inúmeros projetos públicos e privados, seus projetos se destacam pelas formas arrojadas e perfeição plástica.

## Biografia
Estudou arquitetura na Escola Nacional de Belas Artes (ENBA), no Rio de Janeiro. Integrou a primeira turma de alunos graduados pela Faculdade Nacional de Arquitetura da Universidade do Brasil (atual Universidade Federal do Rio de Janeiro), criada em dezembro de 1945 e sucessora do curso de arquitetura da ENBA. Ainda estudante, colaborou com o arquiteto Jorge Machado Moreira no projeto do Hospital das Clínicas de Porto Alegre e com o arquiteto Affonso Eduardo Reidy no projeto da sede da Viação Férrea do Rio Grande do Sul (também conhecida como VFRGS), que não foi construído. Ainda com Reidy, em 1946, colaborou com o projeto do Conjunto Residencial Prefeito Mendes de Moraes, conhecido como Conjunto do Pedregulho, no bairro carioca de São Cristóvão. Fundou seu próprio escritório e realizou o primeiro de uma série de trabalhos na cidade mineira de Cataguases: o projeto de paisagismo da residência de José Pacheco de Medeiros.
Em Petrópolis, a casa de campo projetada em 1950 para o embaixador Hildebrando Accioly, importante diplomata brasileiro, foi um marco na carreira do arquiteto Francisco Bolonha. O projeto executado foi extremamente integrado a seu entorno e com uso de materiais que se inspira em tradições coloniais brasileiras; ao assimilar ao programa da casa moderna elementos típicos das habitações coloniais, como a capela, a varanda e os pátios, afirmando o parentesco do edifício com a casa-grande rural brasileira. A convergência entre modernidade e patrimônio é passível de comparação a projetos como o Park Hotel do arquiteto Lúcio Costa, localizado na cidade de Nova Friburgo. O projeto da casa de Accioly ganhou a medalha de prata do IV Salão de Arte Moderna de 1954.
O desenvolvimento deste projeto de Bolonha para o embaixador Accioly e sua esposa lhe renderia amizade com Dom Inácio Accioly, o filho monge do casal. Em 1949, Dom Inácio, abade do Mosteiro de São Bento, solicita a Francisco Bolonha o projeto para o Mosteiro de Nossa Senhora das Graças, a ser implantado no alto de um morro, no bairro de Vila Paris, em Belo Horizonte, Minas Gerais. A construção do mosteiro estendeu-se por 50 anos e transformou-se outro marco na carreira do arquiteto Francisco Bolonha, Ao longo dos anos, Bolonha acompanhou de perto todas as etapas do processo. Atualmente o Mosteiro de Nossa Senhora das Graças é um bem tombado pelo Lei Orgânica do Município de Belo Horizonte.
A atuação de Bolonha em obras públicas teve início entre 1946/1947 a partir do convite do paisagista Roberto Burle Marx para realizar a Fonte Andrade Junior, em Araxá, Minas Gerais. Bolonha, à época, já explorava as potencialidades formais do concreto armado. Em Minas Gerais projeta edifícios como o Hospital Maternidade (1951), e o Monumento José Inácio Peixoto (1956).
O ingresso no funcionalismo público do Rio de Janeiro, então Distrito Federal, acontece em 1946 por indicação de Affonso Eduardo Reidy, no Departamento de Habitação Popular (DHP) comandado por Reidy e pela urbanista Carmen Portinho, sua esposa. Bolonha projeta os Conjuntos Residenciais de Paquetá (1947/1952), conjunto habitacional destinado a operários e funcionário públicos residentes da Ilha de Paquetá, na Baía de Guanabara. Em 1955 projeta o Conjunto Residencial de Vila Isabel, bairro da cidade do Rio de Janeiro.
Projeta a concha acústica do Parque Moscoso, no Centro de Vitória, no Espírito Santo; inaugurada em 1952, no 2.º governo de governador Jones dos Santos Neves. Ainda em Vitória, Bolonha também idealizou o Jardim de Infância Ernestina Pessoa. a Concha Acústica do Parque Moscoso é protegida como patrimônio cultural pelo Conselho Estadual de Cultura (CEC) da Secretaria da Cultura (SECULT).
Em 1960, com o fim do Departamento de Habitação Popular (DHP) pelo governador do Estado da Guanabara, Carlos Lacerda, o seu secretário da Educação e Cultura, Carlos Otávio Flexa Ribeiro, convidou Francisco Bolonha, seu amigo, para dirigir Divisão de Construções e Equipamentos Escolares do Estado da Guanabara; onde atuou até 1964, neste período, desenvolveu cinco projetos padrão de escolas. Além das mais conhecidas escolas municipais projetadas em Copacabana (Roma e Doutor Cícero Penna) e em outros bairros cariocas, como Humaitá (Joaquim Abílio Borges), Leblon (André Maurois), Jacarepaguá
(Augusto Magne) e Jardim Botânico (Camilo Castelo Branco), Bolonha ainda projetou na iniciativa privada, o Colégio Andrews (Humaitá, 1975) e a Escola Joseph Bloch (Parada de Lucas, 1964). Esta última passou à gestão do município, apesar de continuar durante alguns anos recebendo das Empresas Bloch manutenção periódica Neste período, também projetou diversos chafarizes de concreto armado para ornamentar a cidade, em diversos bairros, para as Comemorações do 4° Centenário da Cidade do Rio de Janeiro.
Entre os anos 1960 e 1970, é consultor do Museu de Arte Moderna do Rio de Janeiro (MAM/RJ) e curador dos Museus Castro Maya, da Fundação Raymundo Castro Maya. Em 1987 se aposenta da Prefeitura da Cidade do Rio de Janeiro.